# 2005年太平洋生命公開賽
2005年太平洋生命公開賽于2005年3月14日至3月20日在美國印第安維爾斯舉行，是第29屆賽事，也稱印地安泉大師賽，ATP是大師系列賽，WTA是一級錦標賽。

## 冠軍
单打列出冠亚军以及决赛比分，双打列出冠军组合。

### 男子單打
決賽： 羅傑·費德勒 擊敗  莱顿·休伊特（6–2, 6–4, 6–4）
- 這是羅傑·費德勒職業生涯第26個單打冠軍。

### 女子單打
決賽： 金·克莱斯特尔斯 擊敗  林赛·达文波特（6–4, 4–6, 6–2）
- 這是金·克莱斯特尔斯職業生涯第22個單打冠軍。

### 男子雙打
決賽： 马克·诺尔斯 /  丹尼尔·内斯特

### 女子雙打
決賽： 比希尼婭·魯阿諾·帕斯夸爾 /  保拉·蘇亞雷斯

## 外部連結
- 官方網站